# Ото Браун
Ото Браун (28 януари 1872 – 14 декември 1955) е немски социалдемократ, който служи периодично като министър-председател Прусия от 1920 г. до 1932 г.
Роден в Кьонигсберг, Източна Прусия, Браун става лидер на Социалдемократическата партия в тази област и през 1913 г. е избран в Пруската камара на представителите. През 1919 г. е избран в Народното събрание на Ваймарската република. Той става министър-председател на Прусия, позиция, която заема почти непрекъснато в периода между 1920 г. и 1932 г. Той също е кандидата на Социалдемократическата партия в първия тур на президентските избори през 1925 г., ставайки втори. На балотажа той оттегля кандидатурата си, с цел да помогне на кандидата на Централната партия Вилхелм Маркс да победи Паул фон Хинденбург. Маркс е победен.
Коалиционното правителство на Браун, един от най-силните бастиони на Ваймарската република, губи мнозинството си след пруските избори през април 1932 г., но остава да управлява, защото ландтага, в който комунистите и националсоциалистите имат мнозинство, не може да формира ново правителство. Правителството на Браун е свалено от власт в Пруския преврат през юли 1932 г., когато немският канцлер Франц фон Папен заема директен контрол над пруската администрация. Въпреки това Браун остана де юре министър-председател и продължава да представлява Прусия в Райхсрата до януари 1933 г., когато Папен става министър-председател за два месеца. Херман Гьоринг заема поста през следващите дванадесет години до 1945 г. Като опонент на нацисткия режим, Браун решава да напусне Германия и емигрира за Швейцария след като Адолф Хитлер става канцлер през януари 1933 г.
В края на Втората световна война, Браун се допитва до съюзниците да възстановят предишното демократично пруско правителство, но те отказват това предложение, поради предишното си решение да премахнат пруската държава и да поделят Източна Прусия между Полша и Съветския съюз. Браун умира в изгнание в Локарно през 1955 г.